# Узел (математика)

Простые узллы (не включая зеркальные) с семью и менее пересечениями

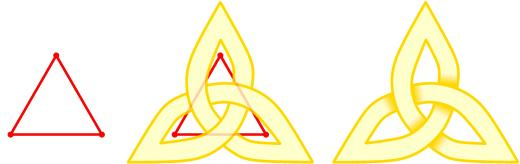

У́зел в математике — вложение окружности (одномерной сферы) в трёхмерное евклидово пространство, рассматриваемое с точностью до изотопии. Основной предмет изучения теории узлов. Два узла считаются эквивалентными, если они изотопны, то есть один из них можно непрерывно продеформировать в другой, причём в процессе деформации не должно возникать самопересечений.
Частным случаем является вопрос о распознавании тривиальности того или иного узла, то есть о том, является ли заданный узел изотопным тривиальному узлу (можно ли его развязать).
Для определения того, является ли конкретный узел тривиальным, можно использовать различные инварианты узлов, например многочлен Александера или фундаментальную группу дополнения. Обычно их можно посчитать, исходя из узловой диаграммы.
В топологии рассматриваются узлы только на замкнутых линиях, потому что не замкнутые можно развязать.

## Определение
Узел - гладкое подмногообразие трехмерной сферы {\displaystyle S^{3},} гомеоморфное {\displaystyle S^{1}.} Под {\displaystyle S^{3}} понимается ориентированная трехмерная сфера, а ориентация окружности {\displaystyle S^{1}} обычно несущественна.
Узел {\displaystyle Y} называется срезанным, если существует двухмерный диск {\displaystyle D\subset B^{4},} что {\displaystyle Y=\partial D} (см. Граница (топология) и Расслоение на окружности).
Узлы {\displaystyle Y_{1},Y_{2}} являются кобордантными, если существует гладко вложенное в {\displaystyle S^{3}\times I} кольцо, которое пересекает {\displaystyle S\times \{t\}} по {\displaystyle Y_{t}} ({\displaystyle t=0,1}). Группа кобордизмов узлов {\displaystyle K_{1}^{3}} - кобордантные ориентированные узлы с операцией связного суммирования. Рассмотрим {\displaystyle K_{n}^{n+2}} сферы в сфере {\displaystyle S^{n+2}.} Если {\displaystyle n} четно, то {\displaystyle K_{n}^{n+2}=0.}

### Связка
Понятия косы и узла обобщаются понятием связки. Связка с {\displaystyle k} входами и {\displaystyle l} выходами (то есть, {\displaystyle (k,l)}-связка) - система непересекающихся дуг и окружностей, гладко вложенных в полосу {\displaystyle \mathbb {R} ^{2}\times [0,1],} такая, что концы дуг есть точками {\displaystyle (1,0,0),\,(2,0,0),\,...,(k,0,0)} и {\displaystyle (1,0,1),\,(2,0,1),\,...,(l,0,1);} окружности лежат в {\displaystyle \mathbb {R} ^{2}\times (0,1).} Эти дуги и окружности в {\displaystyle \mathbb {R} ^{2}\times [0,1]} называются компонентами связки.

## Классификация

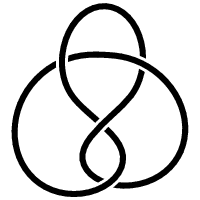
Восьмёрка (узел Листинга)

Трилистник, узел {\displaystyle 3_{1}} является первым нетривиальным узлом и единственным узлом с числом пересечений три. Он является простым и перечислен с под номером 31 в обозначении Александера — Бриггса. Нотация Даукера для трилистника — 4 6 2, а нотация Конвея трилистника — [3].
Трилистник нетривиален, что означает, что невозможно «развязать» трилистник в трёхмерном пространстве без разрезания. С математической точки зрения это означает, что трилистник не изотопен тривиальному узлу. В частности, не существует последовательности движений Рейдемейстера, с помощью которых узел развязывается.
Восьмёрка, четырёхкратный узел или узел Листинга, узел {\displaystyle 4_{1}} ― один из простейших нетривиальных узлов.
Восьмёрка обозначается символом {\displaystyle 4_{1}}. Впервые рассмотрен Листингом, учеником Гаусса, в 1847 году.
Трилистник хирален в том смысле, что трилистник отличается от своего собственного зеркального отражения. Два варианта трилистника известны как левосторонний и правосторонний. Невозможно путём деформации левосторонний вариант непрерывным образом перевести в правосторонний или наоборот. (То есть, эти два трилистника не изотопны.)
Также, можно показать, что трилистник (как правый, так и левый) неизотопен восьмёрке.
Пятилистник, известный также как узел {\displaystyle 5_{1}} в обозначениях Александера и Бриггса, узел «Лапчатка» и печать Соломона, — это узел, для которого число пересечений (минимальное возможное число самопересечений на диаграмме — плоском рисунке — узла) равно пяти.
Для многокомпонентных узлов в верхнем индексе указывается количество компонентов: например, зацепление двух колец имеет символическую запись {\displaystyle 2_{1}^{2}}.
Это были примеры полиномиальных узлов. Неполиномиальным узлом является дикий узел

Пример дикого узла.

Ди́кий у́зел — узел {\displaystyle L} в евклидовом пространстве
{\displaystyle E^{3}} такой, что не существует гомеоморфизма {\displaystyle E^{3}} на себя,
при котором {\displaystyle L} переходит в замкнутую ломаную, состоящую из конечного числа отрезков.

## Узлы и зацепления
Вложение (чаще — его образ) несвязной суммы {\displaystyle \mu } экземпляров окружности в {\displaystyle \mathbb {R} ^{3}} или {\displaystyle S^{3}} называется зацеплением кратности {\displaystyle \mu }.
Зацепление кратности {\displaystyle \mu =1} называется узлом.
Узлы, составляющие данное зацепление, называются его компонентами.

## Инварианты узлов
В теории узлов число пересечений узла — это наименьшее число пересечений на любой диаграмме узла. Число пересечений является инвариантом узла.
Например, тривиальный узел имеет нулевое число пересечений, число пересечений трилистника равно трём, а число пересечений восьмёрки равно четырём.

## Дополнение узла
Теорема Гордона — Люкке утверждает, что дополнение узла (как топологического пространства) является «полным инвариантом» узла, в том смысле, что он отличает заданный узел от всех остальных с точностью до объемлющей изотопии и зеркального отражения. Среди инвариантов, связанных с дополнением узла, есть группа узла, которая является просто фундаментальной группой его дополнения.